# 新井裕子
新井 裕子（あらい ゆうこ、1981年8月21日 - ）は、東京都出身の歌手、作詞家。本名同じ。身長155cm。 血液型B型。サンミュージック出版に所属していた。

## 来歴
- 1997年、サンミュージックオーディション歌手部門で「ひだまりの詩」を歌って最優秀賞を受賞し、サンミュージック出版に所属となる。
- 1998年、歌手デビューに向けて準備期間に入り、タレント活動も開始する。
- 1999年、11月10日に音楽ユニット『天然少女EX』で作詞家、歌手デビュー。11月25日と26日にWOWOWで放映されたテレビドラマ『天然少女萬NEXT-横浜百夜篇』に佳澄役で出演。
- 2000年、シングル『Don't Fool Yourself』でソロデビュー。音楽プロデュースは、かつて浜崎あゆみ等のアレンジャーでもあった鈴木直人。なお前年12月から渋谷で「新井裕子、2000年春デビュー」といった内容の広告ボードを展開したりするなど、大掛かりな予告プロモーションを行っていた。
- その後、シングル、アルバムを発売。フジテレビ系の『HEY!HEY!HEY! MUSIC CHAMP』などの音楽番組にも出演。
- 2002年、女性アーティストが多数集まるライブへの出演や、自らもストリートライブ等を行っていたが、歌手活動を休止。
- 2006年6月22日から、羽島ボーカルアカデミーの基礎歌唱トレーナーを務める。ただし2010年6月時点で、同アカデミーホームページのトレーナー紹介からは外れている。[1]

## 人物
2001年に次のように自己紹介している。
- 自称「なんちゃって哲学者」[3]。
- 趣味は、ビデオ鑑賞、絵を描く事。
- 特技は、筋肉トレーニング。
- 好きなスポーツは、テニス、スキーである。
- 好きな食べ物は、砂ぎも、ピザ、ゴルゴンゾーラのペンネ。
- 好きな色は、白、緑。
- 好きな本は、 J.ヘラー『危険なカリブ海クルーズ』
- 好きな音楽は、ロックもの。アラニス・モリセット、シェリル・クロウなどの女性もの。
- 好きな映画は、『フレンチ・キス』『評決のとき』『精神分析医J』『パーフェクト・ワールド』。

## ディスコグラフィー
特に記述のないものは、すべてポニーキャニオンのFLIGHT MASTERレーベル(PONY CANYON FLIGHT MASTER)より発売。

### シングル
- Don't Fool Yourself（2000年4月26日発売、PCCA-01433）
  - 日本テレビ系「とりあえずイイ感じ。」エンディングテーマ。
- Path（2000年8月23日発売、PCCA-01453）
- Go Beyond（2001年4月4日発売、PCCA-01502）
  - カネボウホームプロダクツ「肌美精フェイシャルエステクロス」CMソング。
- As Your Heart（2001年8月1日発売、PCCA-01554）
  - 東建コーポレーション「ホームメイト」CMソング。
- Nothing Can Stop Us（2001年11月21日発売、PCCA-01600）
  - 東建コーポレーション「ホームメイト」CMソング。
- あの空の向こうに（2002年7月3日発売、PCCA-01715）
  - TBS系 ドラマ30『幼稚園ゲーム2』主題歌。ギター：窪田晴男。

### アルバム
- 天然少女EX（1999年11月10日発売、east west japan、AMCM-4455）

酒井彩名、安めぐみらの女性11人ユニット「天然少女EX」名義。SONIC DOVEプロデュース。
- A Place Inside Me（2001年12月5日発売、PCCA-01590）

## 主な出演

### テレビドラマ
- 天然少女萬NEXT-横浜百夜篇（1999年11月25日、26日。WOWOW）- 佳澄 役

### CM
- 東建コーポレーション「ホームメイト」（2001年9月～2002年8月）